# Sune Lyxell
Sune Emanuel Lyxell, född 10 februari 1938 i Björksele, Västerbottens län, död den 28 augusti 2012 i Mullsjö-Sandhems församling, Jönköpings län , var partiledare för Ny Framtid, som var mest känt för sin hårda EU-kritik. På 1970-talet var han engagerad i dåvarande Kristen Demokratisk Samling. I Mullsjö där han bodde, drev han som enskild huvudman Nordiska journalisthögskolan, och utgav ett flertal böcker.